# Prix William F. Sharpe
Le prix William F. Sharpe de bourses d'études en recherche financière est un prix créé en 1999 décerné chaque année à l'auteur de l'article de recherche publié dans le Journal of Financial and Quantitative Analysis (en) (JFQA) qui a apporté la contribution la plus importante à l'économie financière. 
Les candidats au prix William F. Sharpe sont élus par les lecteurs de la JFQA (en) et les éditeurs associés de la revue, qui choisissent ensuite un lauréat parmi les nommés.
Le prix est dédié à William F. Sharpe, économiste financier à l'université Stanford et lauréat du prix Nobel 1990 des sciences économiques.

## Lauréats
| Article                                                                                            | Auteur(s)                                                             | Année        | Numéro         |
| -------------------------------------------------------------------------------------------------- | --------------------------------------------------------------------- | ------------ | -------------- |
| "A Trading Volume Benchmark: Theory and Evidence"                                                  | Paula A. Tkac                                                         | 1999         | mars 1999      |
| "Behavorial Portfolio Theory"                                                                      | Hersh Shefrin, Meir Statman                                           | 2000 (split) | juin 2000      |
| "The Long-Run Performance of Global Equity Offerings"                                              | Stephen R. Foerster, G. Andrew Karolyi                                | 2000 (split) | décembre 2000  |
| "Long-Run Performance and Insider Trading in Completed and Canceled Seasoned Equity Offerings"     | Jonathan Clarke, Craig Dunbar, Kathleen M. Kahle                      | 2001         | décembre 2001  |
| "The Determinants of the Flow of Funds of Managed Portfolios: Mutual Funds vs. Pension Funds"      | Diane Del Guercio, Paula A. Tkac                                      | 2002         | décembre 2002  |
| "Corporate Governance and the Home Bias"                                                           | Magnus Dahlquist, Lee Pinkowitz, René M. Stulz (en), Rohan Williamson | 2003         | mars 2003      |
| "Abnormal Returns from the Common Stock Investments of the U.S. Senate"                            | Alan J. Ziobrowski, Ping Cheng, James W. Boyd, Brigitte J. Ziobrowski | 2004         | décembre 2004  |
| "Determinants of Board Size and Composition: A Theory of Corporate Boards"                         | Charu G. Raheja                                                       | 2005         | juin 2005      |
| "Top Management Incentives and the Pricing of Corporate Public Debt"                               | Hernan Ortiz-Molina                                                   | 2006         | juin 2006      |
| "Characterizing World Market Integration through Time"                                             | Francesca Carrieri, Vihang Errunza, Ked Hogan                         | 2007         | décembre 2007  |
| "The Cost to Firms of Cooking Books"                                                               | Jonathan Karpoff, D. Scott Lee, Gerald S. Martin                      | 2008         | septembre 2008 |
| "Testing Theories of Capital Structure and Estimating the Speed of Adjustment"                     | Rongbing Huang, Jay R. Ritter                                         | 2009         | avril 2009     |
| "Can Mutual Fund Managers Pick Stocks? Evidence from Their Trades Prior to Earnings Announcements" | Malcolm Baker, Lubomir Litov, Jessica A. Wachter, Jeffrey Wurgler     | 2010         | octobre 2010   |
| "Shareholders' Say on Pay: Does It Create Value?"                                                  | Jie Cai, Ralph A. Walkling                                            | 2011         | avril 2011     |
| "Aggregate Idiosyncratic Volatility"                                                               | Geert Bekaert, Robert J. Hodrick, Xiaoyan Zhang                       | 2012         | décembre 2012  |
| "Where Have All the IPOs Gone?"                                                                    | Xiaohui Gao, Jay R. Ritter, Zhongyan Zhu                              | 2013         | décembre 2013  |
| “How Does the Market Value Toxic Assets?”                                                          | Francis A. Longstaff, Brett W. Myers                                  | 2014         | avril 2014     |
| “Taxes and Capital Structure”                                                                      | Mara Faccio, Jin Xu                                                   | 2015         | juin 2015      |
| “Differential Access to Price Information in Financial Markets”                                    | David Easley, Maureen O'Hara, Liyan Yang                              | 2016         | août 2016      |